# جيمس ويليام فالنتاين
جيمس ويليام فالنتاين (بالإنجليزية: James W. Valentine)‏ هو عالم أحياء تطورية وإحاثي أمريكي، ولد في 10 نوفمبر 1926 في لوس أنجلوس في الولايات المتحدة.